# Fürstenfelder Schnellstraße
Die Fürstenfelder Schnellstraße S7 ist eine teilweise in Bau befindliche Schnellstraße in Österreich und Teil der Europastraße E66. Der Westabschnitt von Knoten Riegersdorf bis Dobersdorf wurde am 22. März 2024 eröffnet und steht im Rang einer Autobahn (siehe Liste der Autobahnen und Schnellstraßen in Österreich). Sie soll die Großräume Graz und Budapest miteinander verbinden und die bestehende Fürstenfelder Straße B319 vom Transitverkehr entlasten. Die S7 wird vom Knoten Riegersdorf an der Süd Autobahn A2 über Fürstenfeld zur ungarischen Grenze bei Heiligenkreuz führen und dort in die ungarische Schnellstraße M80 einmünden, die 2021 eröffnet wurde.

## Die S 7 im Überblick
Das Gesamtprojekt war 2016 mit etwa 630 Millionen Euro budgetiert und sollte zwischen 2016 und 2024 realisiert werden. 2023 nannte die ASFINAG Kosten von ca. 857 Millionen Euro.

### Abschnitt West
Im Abschnitt Riegersdorf–Fürstenfeld verläuft die Trasse nördlich der bestehenden B 319 durch einen Wald, teilweise im Tunnel bzw. als Unterflurtrasse. Nördlich von Speltenbach ist die Anschlussstelle Fürstenfeld. Im Anschluss quert die S 7 die Thermenbahn und die Lafnitz.
Es folgt die Anschlussstelle Rudersdorf und ein etwa drei Kilometer langer Tunnel, welcher Rudersdorf nordöstlich umfährt. Bis zur Fertigstellung des Ost-Abschnittes mündet die S 7 östlich von Rudersdorf mit einer provisorischen Anbindung bei Dobersdorf in die bestehende Fürstenfelder Straße ein. Der Bau dieses Abschnittes war ursprünglich zwischen 2015 und 2021 vorgesehen, begann allerdings erst im Juni 2018. Die Kosten für diesen Abschnitt sollten 488 Millionen Euro betragen.

### Abschnitt Ost

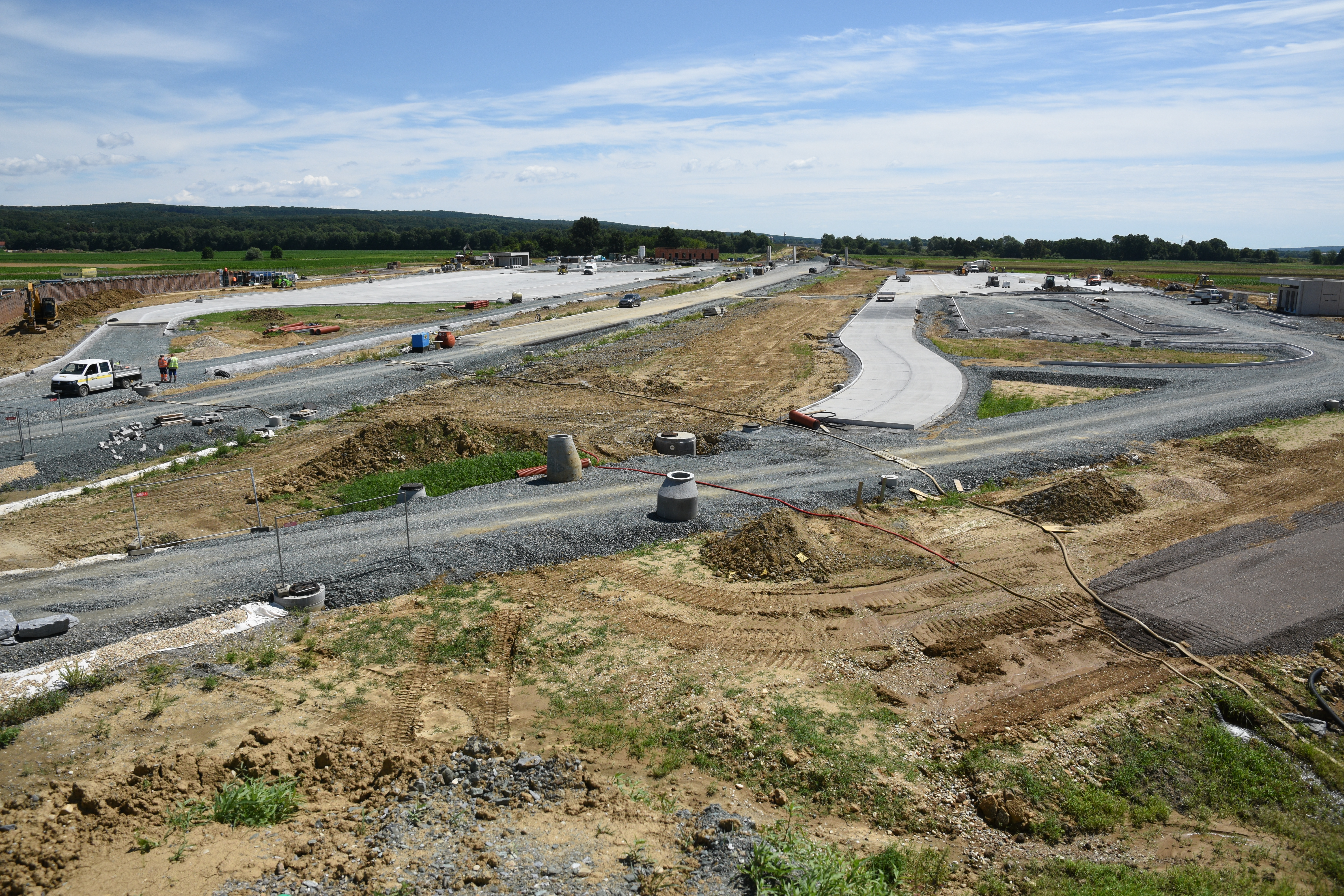
Parkplatz Heiligenkreuz im Lafnitztal/Mogersdorf

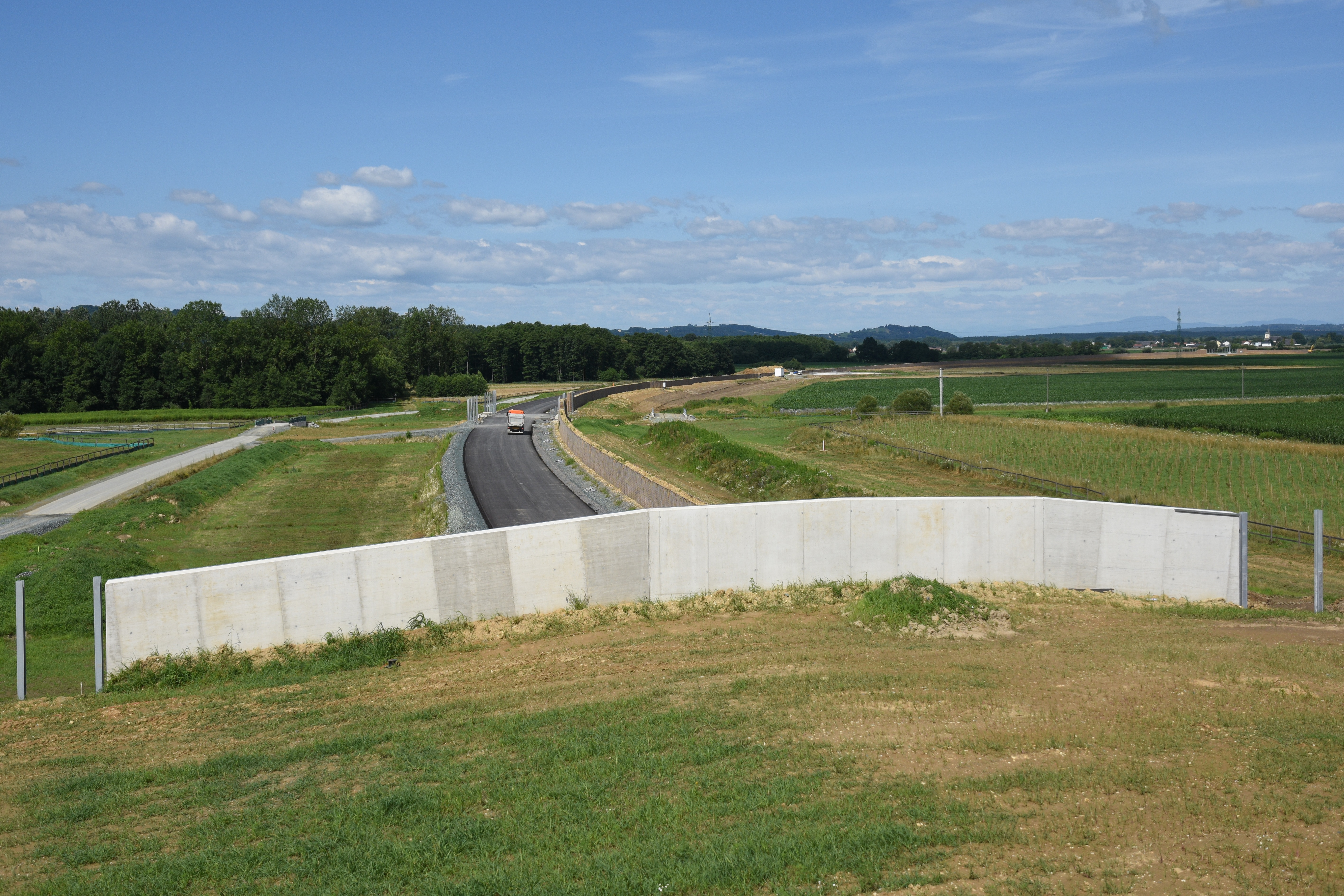
Planung für doppelte Breite der S7

Nach Unterquerung der Güssinger Straße B 57 in einer knapp 700 m langen Unterflurtrasse, hinter der die Anschlussstelle Königsdorf errichtet wird, führt die S 7 südlich der B 65, mit zum Teil nur 400 m Entfernung zu den Wohngebieten, und nördlich der Lafnitz bis zur ungarischen Grenze bei Heiligenkreuz, wo ebenfalls eine Anschlussstelle im Bau ist. Kurz vor der Grenze entsteht die PWC-Anlage Heiligenkreuz/Mogersdorf.
Südlich der zweistreifigen Trasse wird für einen möglichen zukünftigen Ausbau Platz für die zweite Fahrbahn gelassen, Brücken über die Straße werden schon für die doppelte Breite errichtet.

## Projektstatus

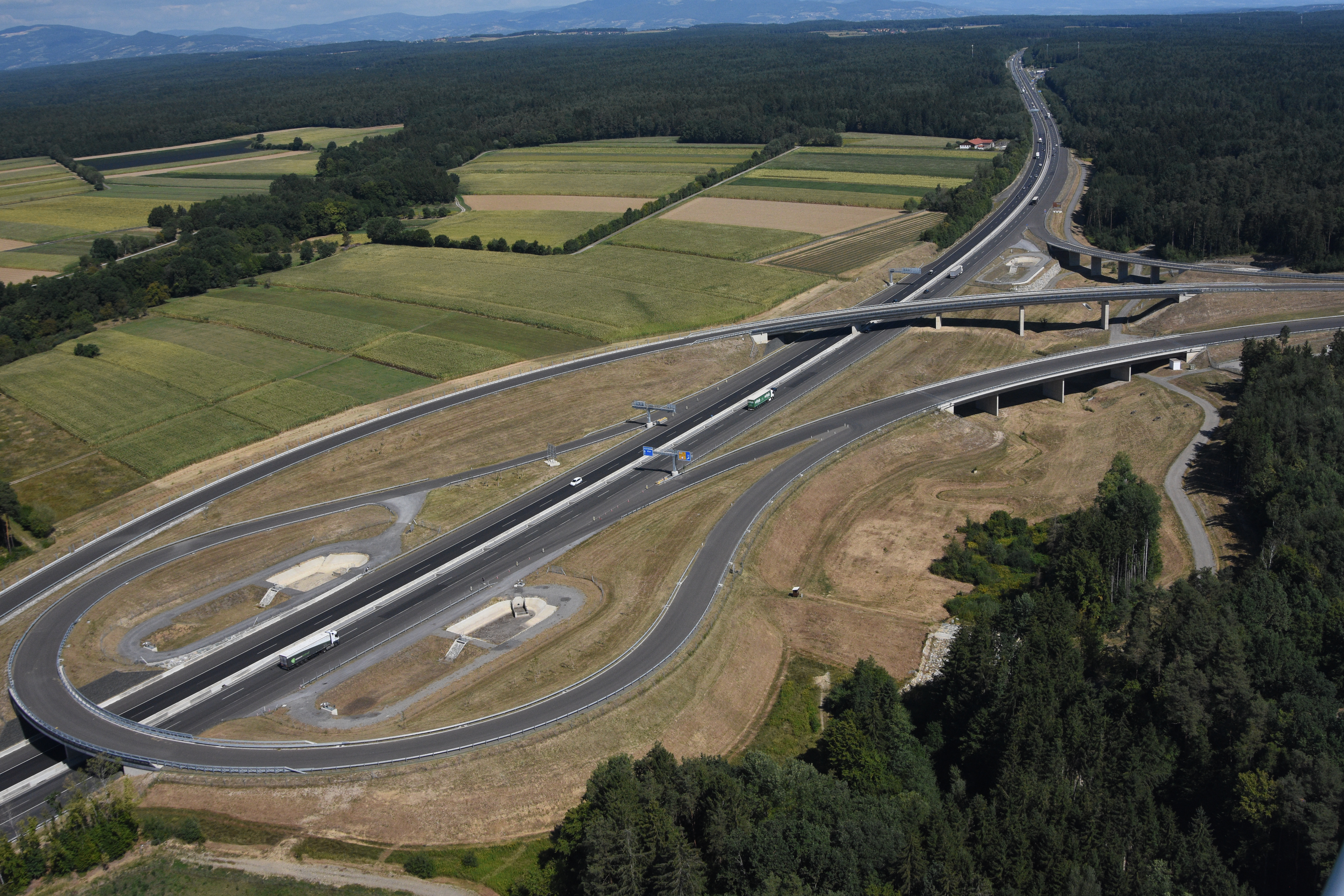
Knoten Riegersdorf S7 – A2

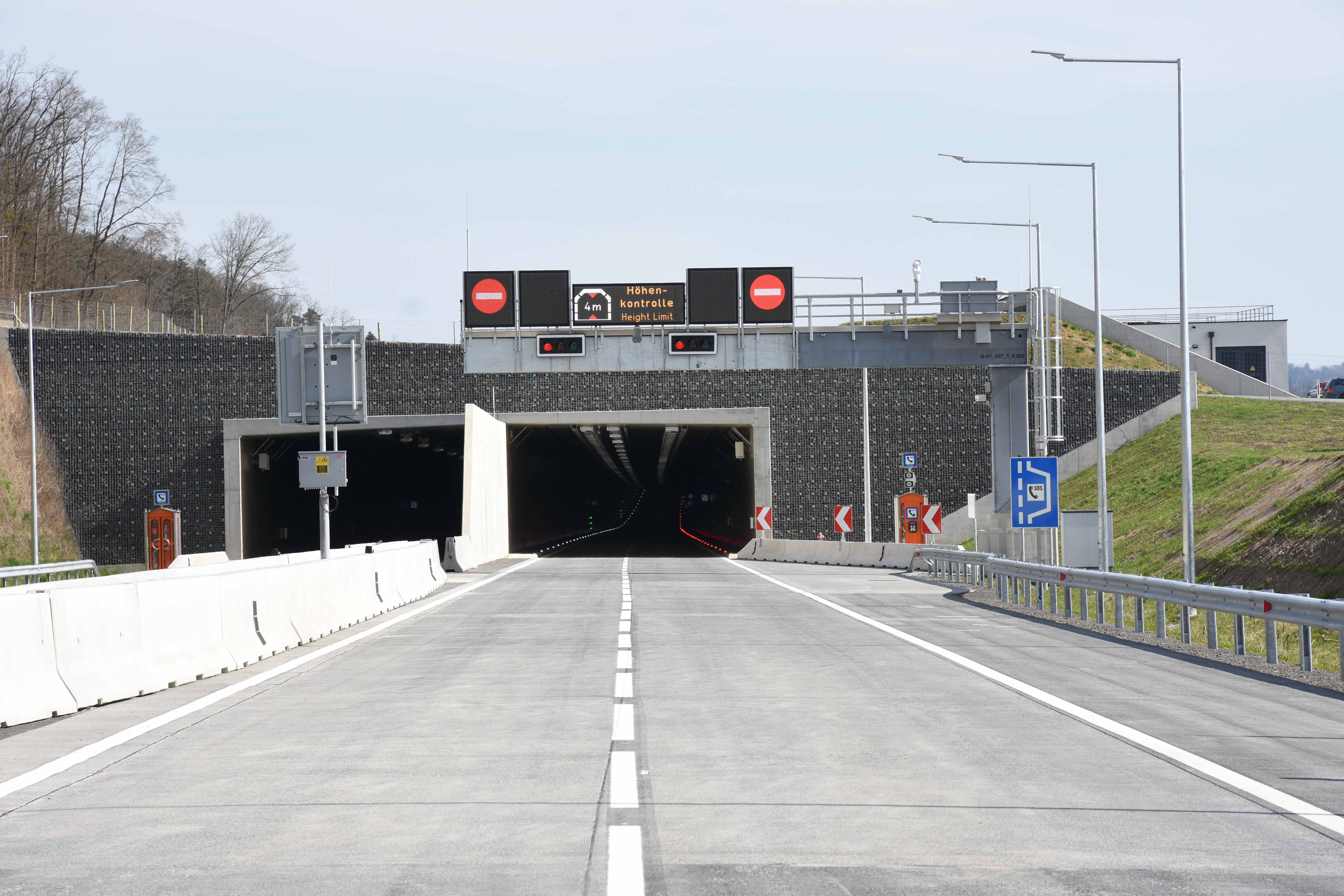
Tunnel Speltenbach

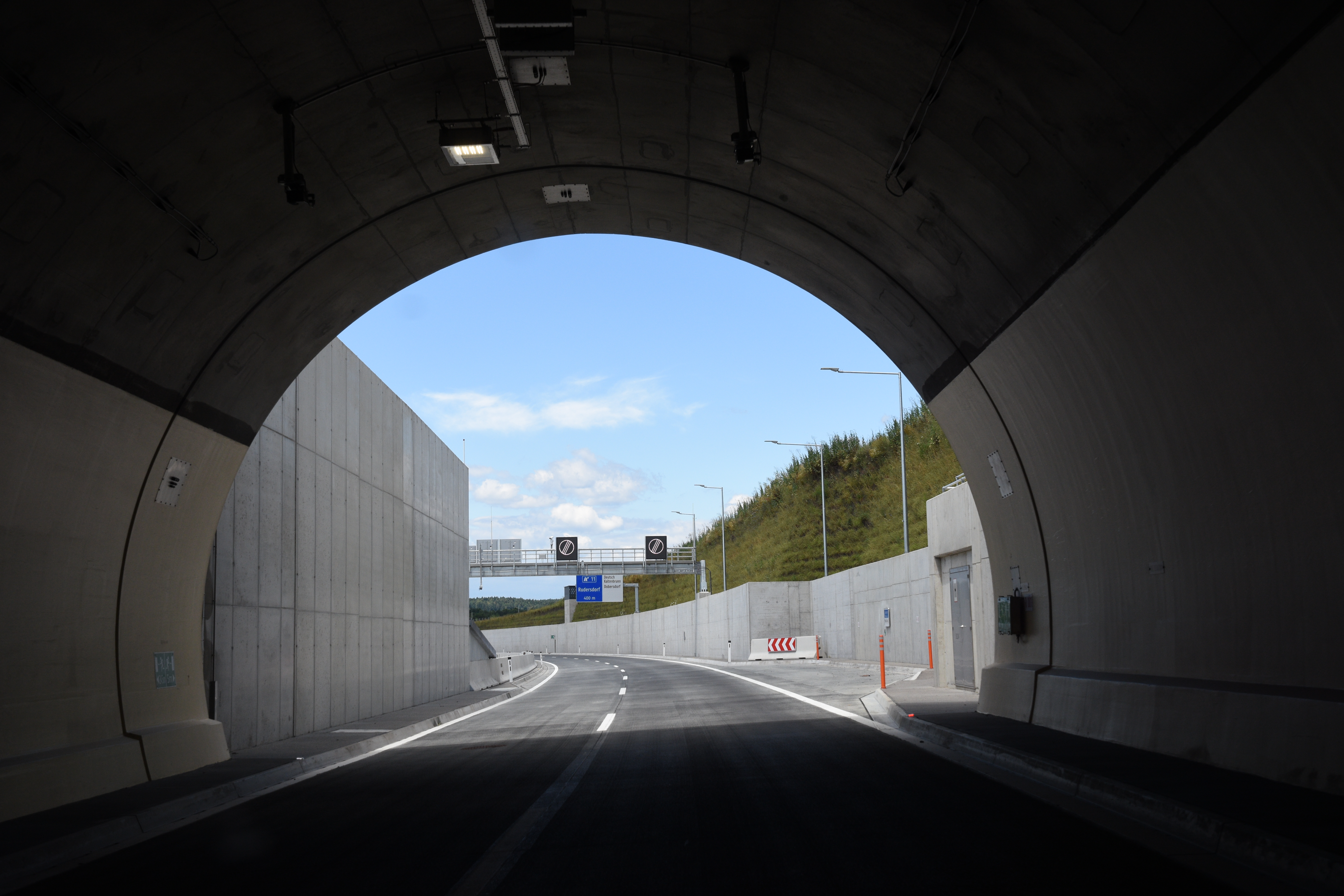
Tunnel Rudersdorf

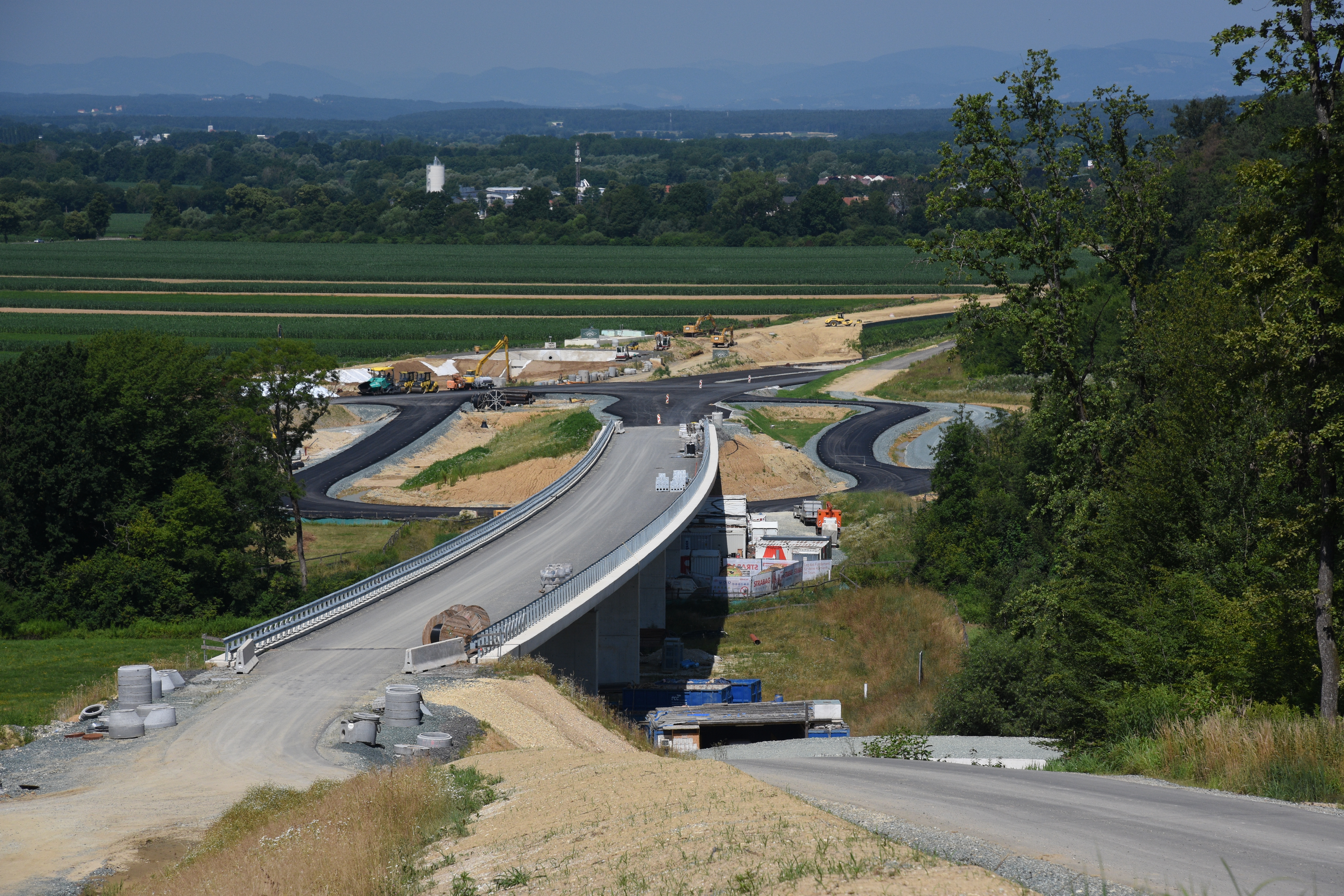
Abschnitt West – Ausfahrt Dobersdorf (ab Anfang 2024)

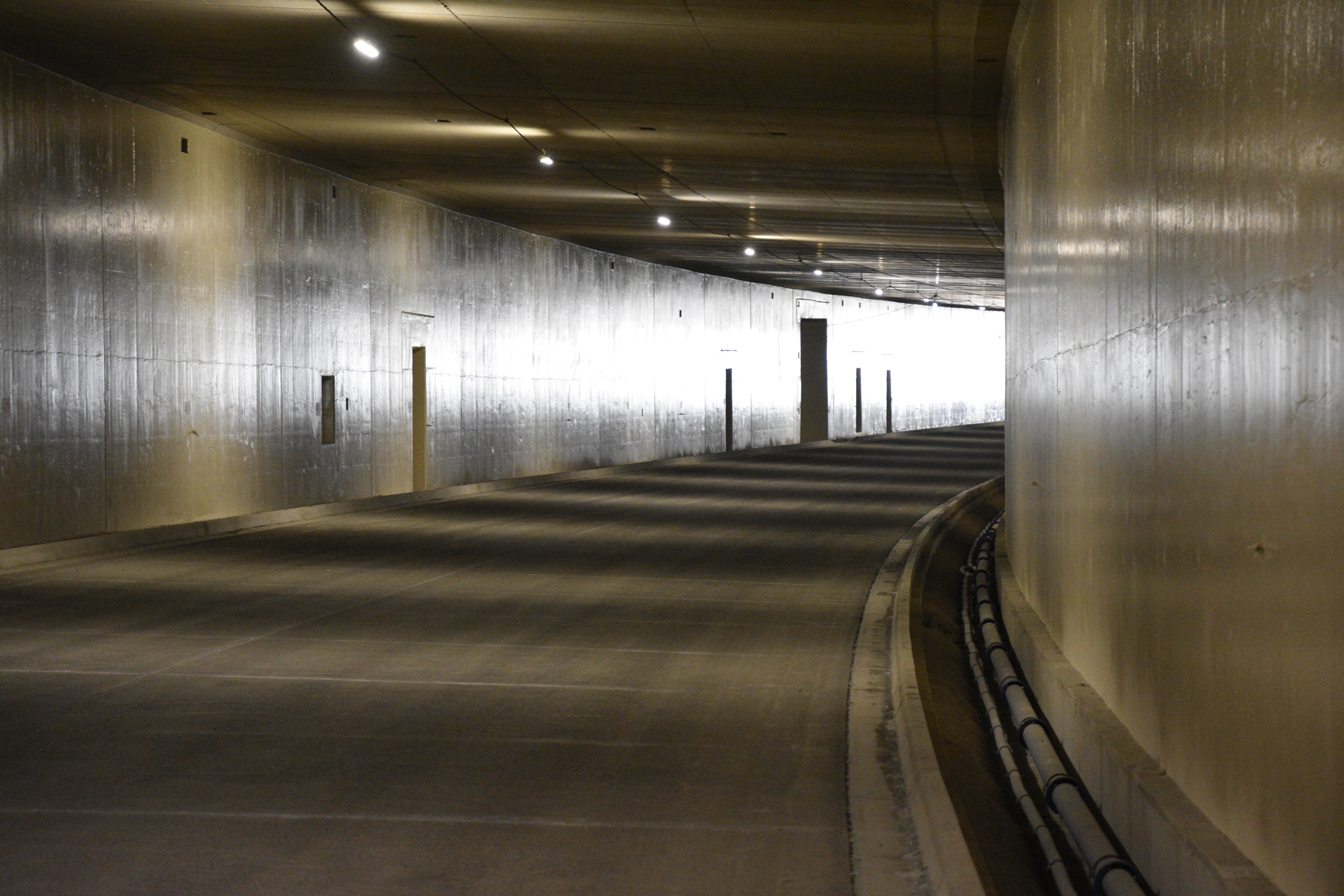
Tunnel Königsdorf

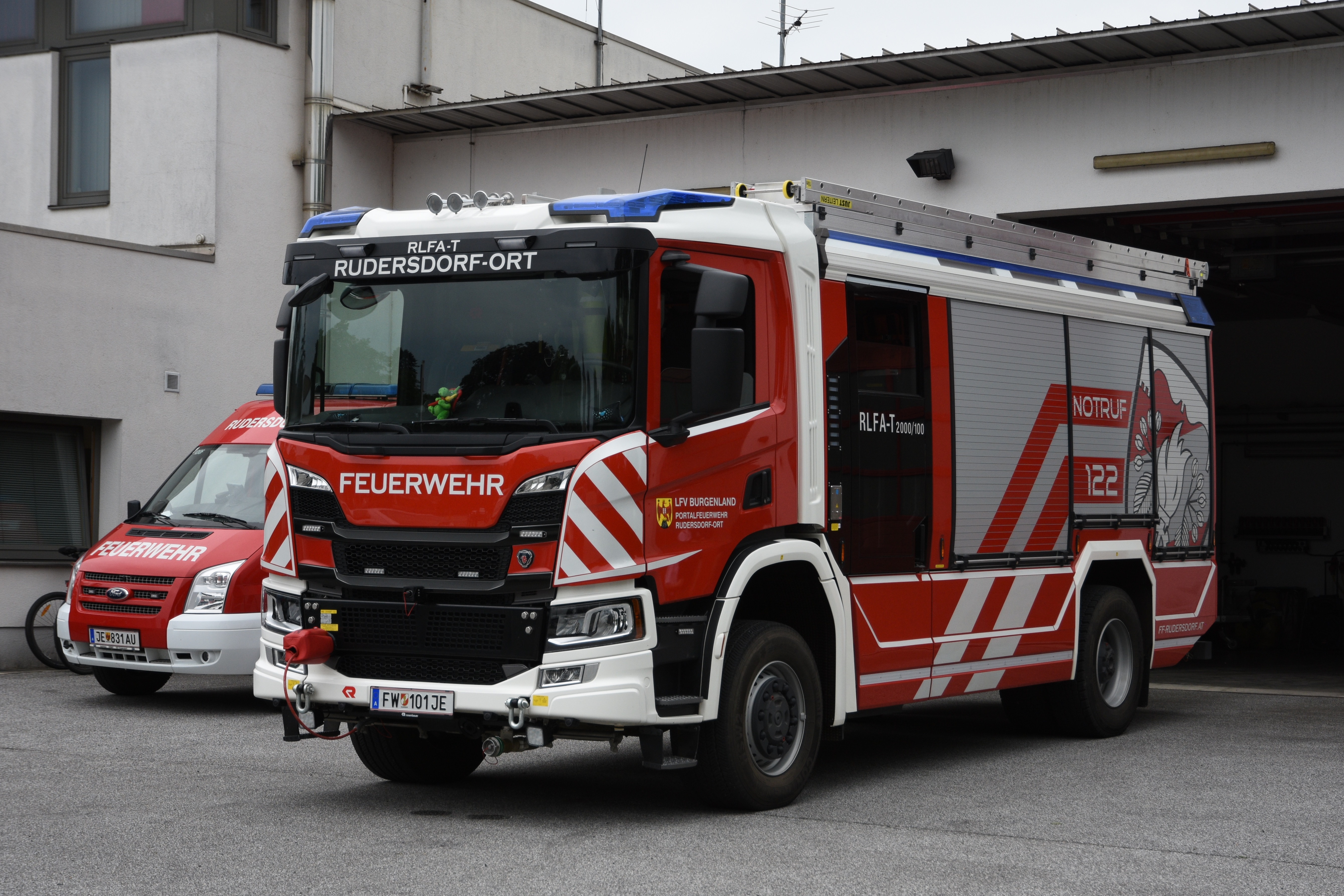
Feuerwehr Tunnelrüstlöschfahrzeug RLFA-T

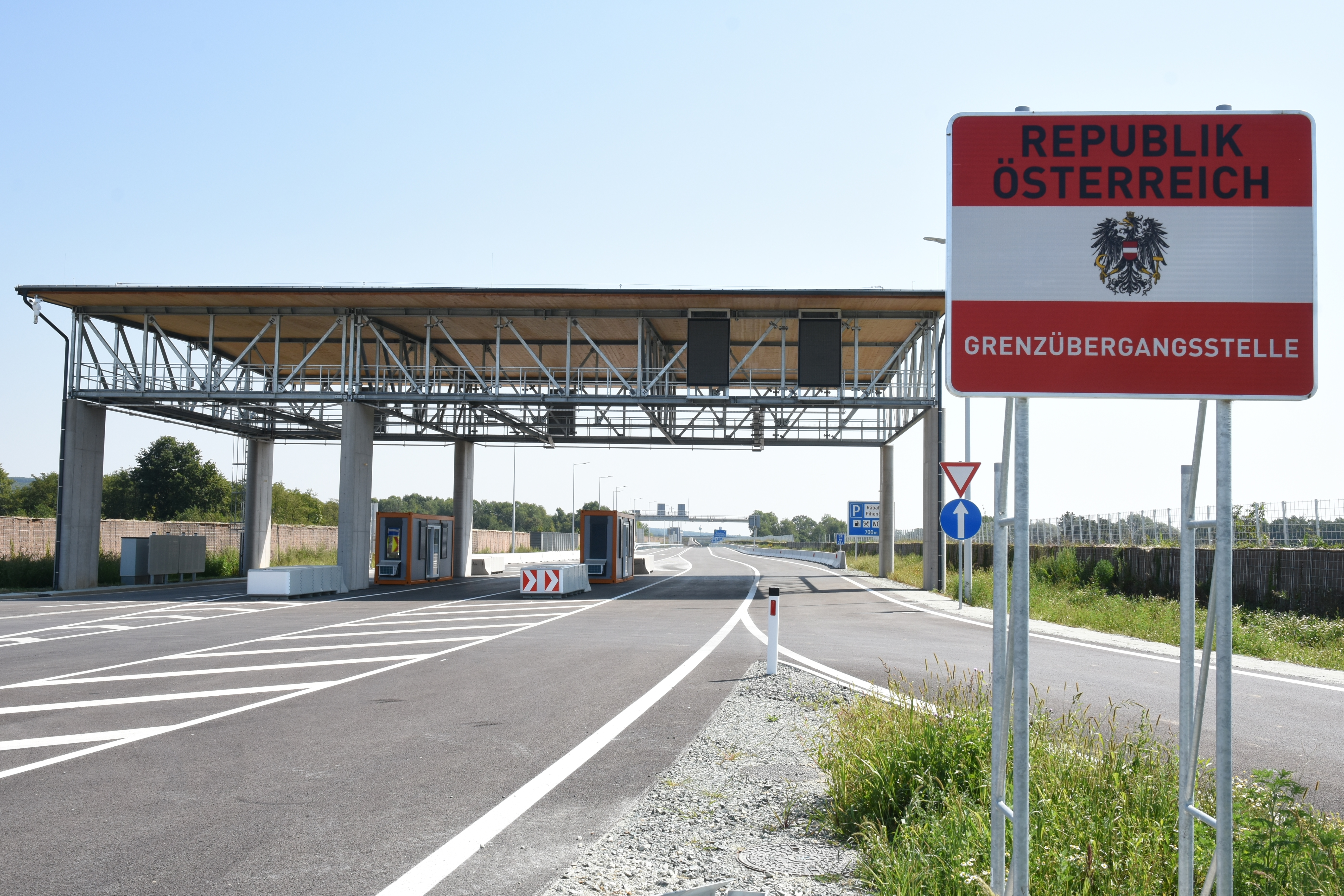
Grenzübergangsstelle Heiligenkreuz-Mogersdorf

Während für den Abschnitt Ost das UVP-Verfahren noch im Gange war, war der Baubeginn für den Abschnitt West bereits für das Frühjahr 2013 geplant. Im November 2012 wurde im Namen der ASFINAG begonnen, Schlägerungen im Verlauf der geplanten Strecke durchzuführen. Diese Schlägerungsarbeiten wurden aufgrund eines Formalfehlers am 24. November 2012 vorläufig gestoppt.
Außerdem ließ die ASFINAG im Dezember 2012 archäologische Grabungen bei Königsdorf durchführen. Dabei wurden viele Keramikteile aus der Jungsteinzeit gefunden. Aufgrund dieser Funde vermuten Archäologen eine der ältesten dörflichen Ansiedlungen des Burgenlandes aus einer Zeit 4000 vor Christus.
Aufgrund eines Verfahrensfehlers bei der UVP musste diese neu aufgerollt werden, sodass der Baubeginn auf frühestens Herbst 2013 verschoben werden musste. Nach Berichten und Änderungen bei den Instanzenwegen zum UVP war zum Stand März 2014 ein Baubeginn allerdings noch nicht absehbar. Im Februar 2015 wurde schließlich die UVP positiv abgeschlossen und der Baubeginn für das erste Halbjahr 2015 für den West- und für das erste Halbjahr 2016 für den Ostabschnitt, jeweils mit der Verkehrsfreigabe 2021, verlautbart.
Ab April 2017 hatte die ASFINAG die Errichtung einer Baustraße geplant. Am 20. April 2017 hob der Verwaltungsgerichtshof die Wasserrechtsbescheide auf, es wurde mit einer Verzögerung des Baubeginns um bis zu einem Jahr gerechnet, da zum Zeitpunkt der Erteilung der Bescheide der hierfür erforderliche Bescheid der Umweltverträglichkeitsprüfung vorlag. Baubeginn war im Juni 2018.
Seit Jänner 2019 sind vier Teile des Abschnittes West in Bau:
- der Knoten Riegersdorf als neue Anschlussstelle der S 7 an die A 2,
- die Klappbrücken über Lahnbach und Lafnitz,
- der Tunnel Rudersdorf,
- der ÖBB-Thermenbahn-Übergang.[15]

Die ASFINAG kündigte im März 2019 an, die Fürstenfelder Schnellstraße werde Ende 2023 inklusive Abschnitt Ost, dessen Bau 2020 beginnen solle, fertiggestellt sein. Ende September 2020 erfolgte der Spatenstich im Abschnitt Ost. Die ASFINAG nannte Investitionen von insgesamt 750 Millionen Euro.
Im September 2020 wurde bekannt, dass sich die Fertigstellung des Abschnittes Ost um ein Jahr von 2023 auf 2024 verzögere, da der Dunkle Wiesenknopf-Ameisenbläuling (eine geschützte Schmetterlingsart) auf der Trasse im Abschnitt Ost entdeckt worden ist und dafür noch Ausgleichsflächen geschaffen werden müssen.
2021 war Baubeginn für den Tunnel Speltenbach und 2022 für den Tunnel Königsdorf.
2022 wurde an vier Feuerwehren im Bezirk Jennersdorf je ein Tunnelrüstlöschfahrzeug übergeben.
2023 wurde die Freigabe des Abschnittes Ost auf Mitte 2025 verschoben.
Der Abschnitt West wurde Ende 2023 fertiggestellt und befand sich bis zur Eröffnung im Probebetrieb.
Die Verkehrsfreigabe des Abschnittes West, der durch ein Fest am 22. März 2024 offiziell eröffnet wurde, erfolgte am 23. März 2024 um 14:00 Uhr.
Der Ostabschnitt soll am 19. September 2025 eröffnet werden, die Verkehrsfreigabe soll am 20. September erfolgen. Danach wird auch eine Mautgebühr auf der M80 in Ungarn fällig.

## Verkehrszahlen

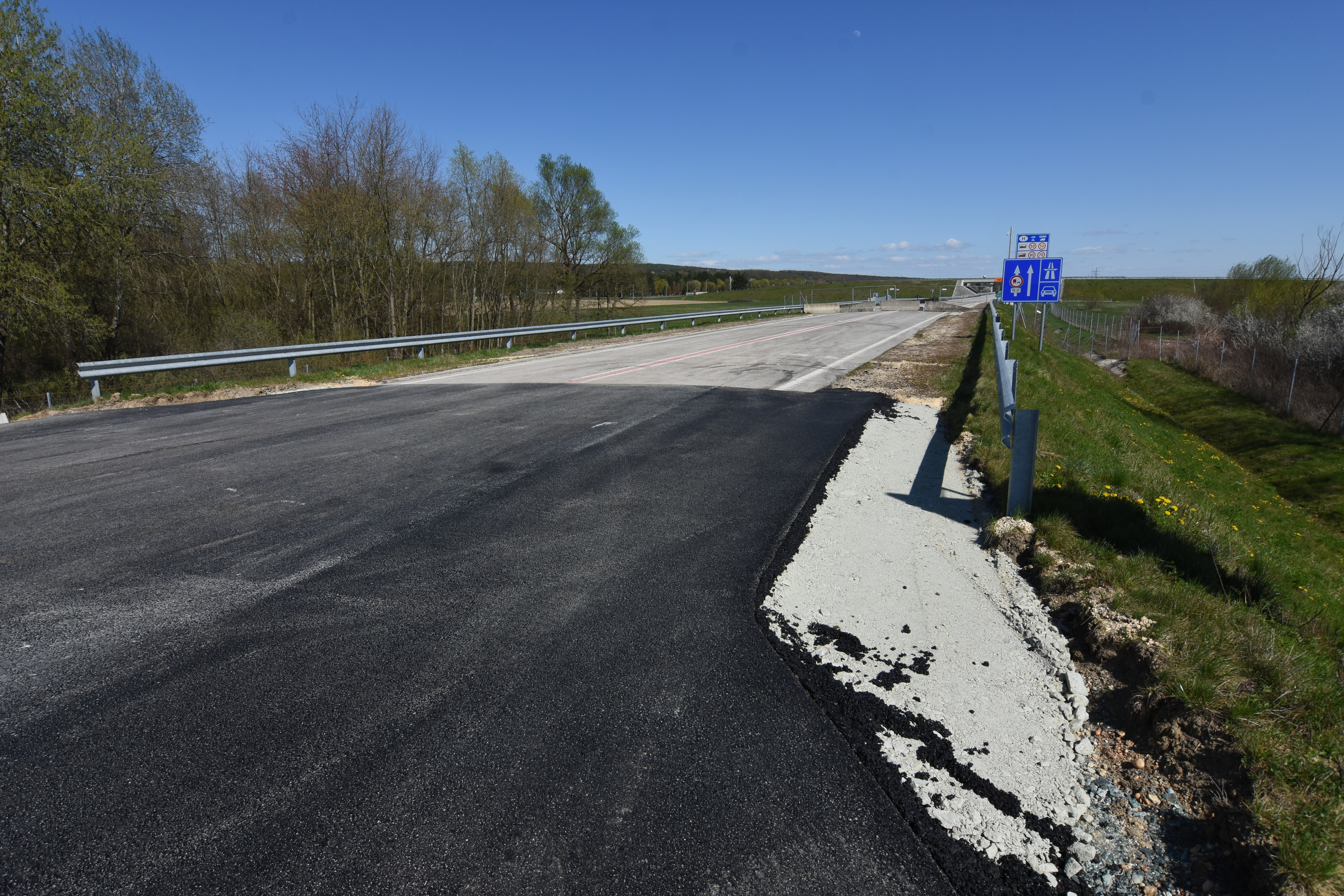
Vollendeter Straßenanschluss in Ungarn

Bei Fürstenfeld wurde für 2010 ein jahresdurchschnittlicher täglicher Verkehr auf der B 319 von 12.800 Kfz (Schwerverkehrsanteil: 13 %) am Querschnitt zwischen Altenmarkt bei Fürstenfeld und der Kreuzung mit der L 401 und von 13.300 Kfz (Schwerverkehrsanteil 14 %) am Querschnitt zwischen der Einmündung der L 207 und der Landesgrenze Steiermark/Burgenland ermittelt.
Bei der A 2-Anschlussstelle Ilz-Fürstenfeld betrug der jahresdurchschnittliche tägliche Verkehr 12.800 Kfz (Schwerverkehrsanteil 16 %).
An den Querschnitten im Burgenland wurden niedrigere Werte ermittelt: Am Grenzübergang Heiligenkreuz wurde 2010 ein jahresdurchschnittlicher täglicher Verkehr von 4375 Kfz pro 24 h gemessen, davon 720 Lkw-ähnliche Kfz (Lkw > 3,5 t, Sattel- und Lastzüge, Pkw mit Anhänger und Busse).
Im Bereich um Fürstenfeld besteht ein regionales Verkehrsproblem (18.500 Fahrzeuge) aufgrund der Zentralort-Funktion als größte Stadt des Bezirks Hartberg-Fürstenfeld. Demgemäß sinkt das Verkehrsaufkommen sowohl in Richtung Autobahn A 2 (Großwilfersdorf ca. 15.000 Fahrzeuge, davon 2.000 LKWs) als auch in Richtung Grenze zu Ungarn bei Heiligenkreuz sehr deutlich. Nur in den Jahren unmittelbar nach dem Fallen des „Eisernen Vorhanges“ gab es eine zeitlich begrenzte Verkehrsspitze mit ca. 9000 Fahrzeugen über die Grenze. Ab 1993 hat sich die Frequenz über Heiligenkreuz sowohl bei PKW als auch bei LKW auf besagte Werte stabilisiert.
Gegenüber 2008 sei der Verkehr auf der B 319 um 15 % zurückgegangen, so die Initiative „Zukunft statt Autobahn“.
Die Verkehrsprognosen der Autobahngesellschaft ASFINAG hingegen gehen davon aus, dass ohne Bau der S 7 und ohne Realisierung anderer verkehrslenkender Maßnahmen (sogenannte „Null-Variante“) die Verkehrsbelastung bei Großwilfersdorf im Jahr 2020 bei ca. 22.000 Fahrzeugen (davon ca. 5.000 LKW) liegen könnte. Das Verkehrsaufkommen beim Grenzübergang Heiligenkreuz läge nach diesen Berechnungen 2020 bei ca. 10.000 Fahrzeugen täglich. Bei einem Bau der S 7 würde sich die Verkehrsbelastung innerhalb der Orte entlang der B 319, nach Schätzung der ASFINAG, ungefähr halbieren. Dieselben Untersuchungen prognostizieren auch einen Anstieg des Gesamtverkehrs im Talraum durch den Bau der S 7.
Laut einer Pressemitteilung der ASFINAG von 2012 würden in der sog. „Null-Variante“ durch Großwilfersdorf im Jahr 2025 etwa 22.000 Pkw und Lkw fahren. Durch die Schnellstraße finde eine Verlagerung statt; durch das Ortsgebiet seien dann nur noch 6.000 Fahrzeuge pro Tag prognostiziert.
Die Verkehrsprognosen der ASFINAG sind teilweise umstritten, da die bisherige Entwicklung den prognostizierten Trend nicht bestätigt.
62 % des PKW-Verkehrs auf der Höhe von Fürstenfeld stammt aus dem ehemaligen Bezirk Fürstenfeld selbst oder aus seinen Nachbarbezirken, 25 % aus dem übrigen Österreich. Nur 13 % der Fahrten stammen aus dem Ausland. Beim LKW-Verkehr stammt ein Drittel aus dem ehemaligen Bezirk Fürstenfeld und den Nachbarbezirken, ein weiteres Drittel ist inländischer LKW-Verkehr und nur ein Drittel stammt aus dem Ausland. Auch diese Zählungen zeigen die zentralörtliche und sternförmige Verkehrsverteilung um den Zentralort Fürstenfeld auf.

## Bürgerinitiativen & Gemeinden
Die Bürgerinitiative „Allianz gegen die S 7“ kämpft gegen den geplanten Bau der Schnellstraße.
Mehrere Gemeinden haben sich per Volksbefragung gegen die von der ASFINAG vorgeschlagenen Pläne ausgesprochen. Als erste Gemeinde hat sich der burgenländische Ort Königsdorf am 3. April 2005 gegen die geplante Schnellstraße ausgesprochen. Dabei votierten rund 78 % (Beteiligung: 75,5 %) gegen die S 7. Bei Volksbefragungen am 13. November 2005 stimmten in Deutsch Minihof 71 % (Beteiligung: 54 %) und Wallendorf 83 % (Beteiligung 43 %) gegen die S 7. Gegen die vorliegende Trasse stimmten am 24. April 2005 in Deutsch Kaltenbrunn 82 % (Beteiligung: 65 %). In Poppendorf im Burgenland befürwortete die Mehrheit der Abstimmenden die vorliegende Trasse (56 %, Beteiligung 65 %).
Bei einer Volksbefragung in der steirischen Gemeinde Hainersdorf am 18. Dezember 2005 waren 57,81 % der gültigen Stimmen für den Bau der S 7 (Beteiligung: 55,7 %). Während sich im Ortsteil Hainersdorf eine Mehrheit (90 zu 24 Stimmen, Beteiligung 47,6 %) für den Bau der S 7 aussprach, stimmten die Bewohner von Riegersdorf unmittelbar am geplanten Knoten A 2/S 7 (69 zu 61 Stimmen, Beteiligung 68,6 %) und Obgrün (34 zu 23 Stimmen, Beteiligung 51,4 %) gegen den Bau der S 7.
Am 16. Dezember 2005 gab der Fürstenfelder Gemeinderat mit den Stimmen von ÖVP und des BZÖ, in Verwerfung eines früheren Beschlusses keine S 7 auf dem Fürstenfelder Hotter zu dulden, die Zustimmung zur Nordvariante über Fürstenfelder Gemeindegebiet. Die geplante Trasse verläuft nunmehr durch das Fürstenfelder Abfallwirtschaftszentrum, welches abgesiedelt werden musste.

### Argumente für und gegen die S 7
Teile der Bevölkerung sehen den Bau als nicht erforderlich an, da andere Maßnahmen schneller, kostengünstiger und effektiver zu einer Entlastung der derzeitigen Bundesstraße führen würden. Dazu werden etwa Nachtfahrverbote für LKW, die Wiedererrichtung der Brückenwaage beim Grenzübergang Heiligenkreuz, zumindest eine Südumfahrung für Großwilfersdorf, sowie die Abänderung des derzeitigen Verkehrslenkungskonzeptes gezählt.
Im Spätsommer 2008 wurde die slowenische Autobahn A5 eröffnet, die von Maribor über Murska Sobota weiter als M70/M7 nach Budapest führt. Dies wird voraussichtlich zu einer geringen Verkehrsreduktion auf der Fürstenfelder Straße führen.
Befürworter regionaler Verkehrslösungen argumentieren mit den sternförmigen Verkehrsströmen um den Zentralort Fürstenfeld: Es wird seitens namhafter Verkehrsplaner (z. B. Prof. Hermann Knoflacher auf einer Veranstaltung in der Fürstenfelder Stadthalle, April 2004) bezweifelt, dass eine linienförmige S 7 für ein sternförmig gelagertes Problem eine Lösung bieten kann. Im Gegenzug wird befürchtet, dass insbesondere nach dem Ausbau der M80 auf ungarischer Seite eine Ost-West-Transitstrecke geöffnet wird, womit gerade durch den internationalen Lückenschluss eine Verkehrslawine losgetreten würde. Dies würde laut S 7-Gegnern in den relativ engen Tälern von Lafnitz (europäischer Modellfluss) und Feistritz zu schweren Einbußen für die Lebens- und Naturraumqualität und damit zu gravierenden Nachteilen für die regionale Entwicklung führen.
Befürworter der S 7 halten dagegen den Bau der S 7 für eine Entlastung der Bevölkerung. Besonders nach Fertigstellung der ungarischen M80 wird, laut den Befürwortern, vermehrt Verkehr über die B 319 fließen.
Befürworter argumentieren oft, dass eine leistungsfähige Verkehrsverbindung die wirtschaftliche Entwicklung der Region positiv beeinflussen würde. Untersuchungen anderer Regionen in Österreich zeigen jedoch eher gegenteilige Entwicklungen auf. Überall dort, wo Großräume durch hochrangige Straßennetze miteinander verbunden wurden, konnte in dazwischen liegenden ländlichen Gegenden eine wirtschaftliche Verschlechterung zugunsten der Zentren nachgewiesen werden (Clusterbildung). Nach einer von Autobahngegnern durchgeführten Umfrage unter rund 100 regionalen Wirtschaftsbetrieben im Lafnitz- und Feistritztal, sieht eine deutliche Mehrheit ausschließlich Nachteile im Bau der S 7.

## Läufe auf der Schnellstraße

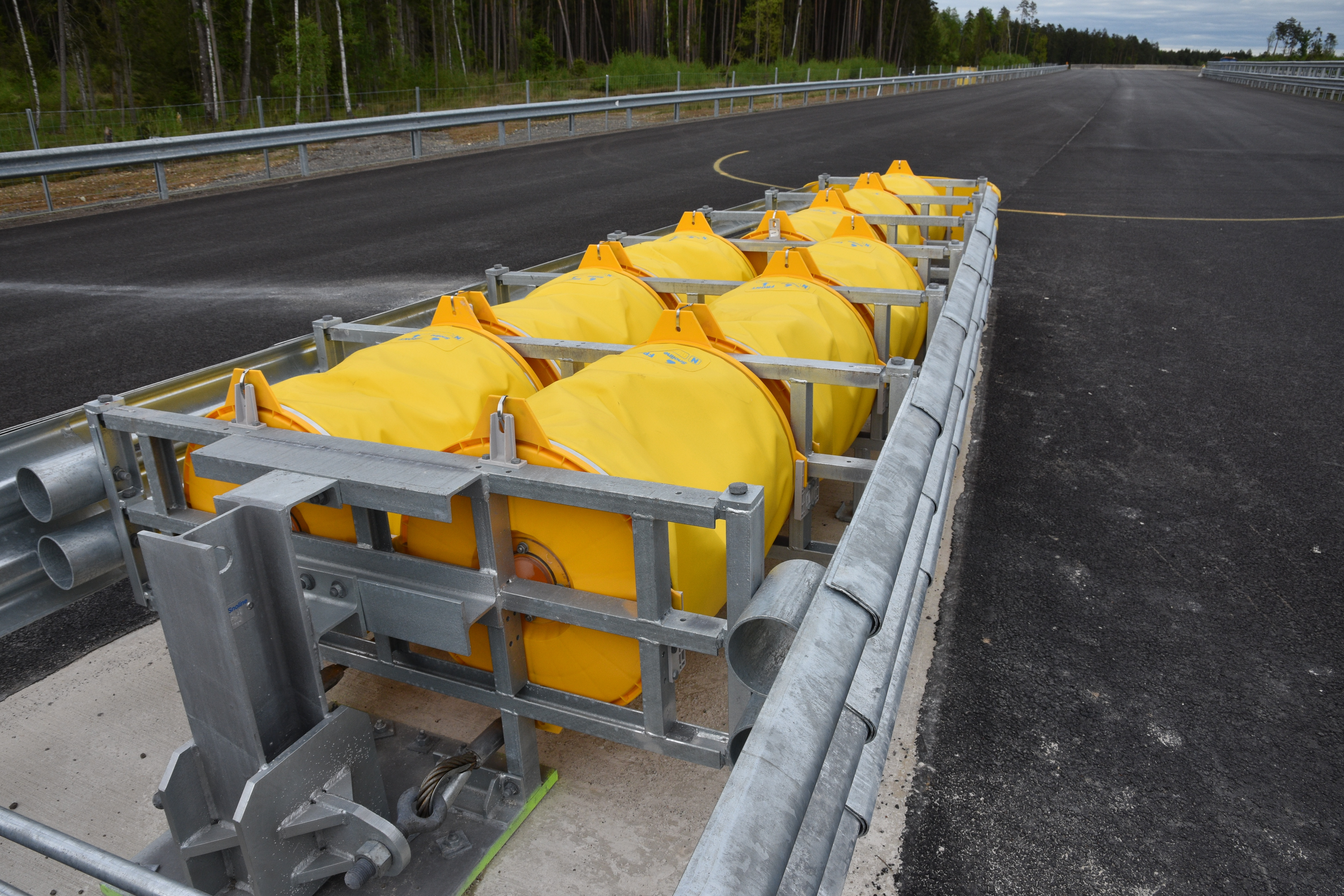
Marathonlauf-Umkehrpunkt auf der S7

### Marathonlauf 2021
Der Bauherr Asfinag veröffentlichte am 11. Mai 2021, dass am Pfingstwochenende zu einem je nach Wettervorhersage kurzfristig noch festzulegenden Termin auf der S7-Baustelle ein Marathonlauf veranstaltet wird. Laut Asfinag werde damit weltweit zum ersten Mal eine Schnellstraßenbaustelle für einen Marathonlauf genutzt. Genutzt wurde die Trasse entlang eines knapp 3 Kilometer langen etwa West-Ost und dabei leicht gekurvt verlaufenden Stücks der S7 ab ihrem westlichen Anfang am Knoten mit der A2. Die Veranstaltung wurde für Profis ausgerichtet und wegen der COVID-19-Pandemie ohne Zuschauende durchgeführt. Die schnell belaufbare Straße ließ gute Ergebnisse erwarten. Ziel war es, dass Teilnehmende die Qualifikationszeit für die um ein Jahr verlegten Qlympischen Sommerspiele in Tokio erreichen.
Wegen der Brückenbaustellen machte die Laufstrecke an zwei Straßenquerungen jeweils eine kleine U-Ausbuchtung nach Süd bzw. Nord und wurde über die dortigen Baubegleitstraßen geführt. Diese waren für schwere Lkw zweispurig für Zweirichtungsverkehr ausgebildet. Am Beginn und Ende des genützten Trassenstücks lagen die zwei Umkehrpunkte. Die Laufrunde über beide Turningpoints hinweg war etwas länger als 6 Kilometer. Der Halbmarathon nützte diese Runde etwa 3,5-, der Marathon etwa 7-mal.
Die Veranstaltung wurde am Pfingstsonntag den 23. Mai 2021 durchgeführt, allerdings waren die Witterungsbedingungen durch starken Dauerregen für die 105 Laufenden aus über 30 Nationen schwierig. So konnten die österreichischen Olympiahoffnungen Eva Wutti und Valentin Pfeil die Erwartungen nicht erfüllen und scheiterten an der Olympianorm von 2:29:30 bzw. 2:11:30 Stunden. Andere Teilnehmende konnten, zum Teil mit persönlichen Bestleistungen wie die Niederländerin Andrea Deelstra auf der Halbdistanz oder die Kasachin Zhanna Mamazhanova über 42,195 Kilometer, noch kurzfristig auf den Olympiazug aufspringen.

### Eröffnungslauf 2025
Für den 19. September 2025 ist zur Feier der Verkehrsfreigabe des Ostabschnittes der S7 ein Eröffnungslauf geplant.